# Omloop Het Nieuwsblad 2010
De Omloop Het Nieuwsblad, een eendaagse wielerwedstrijd in België, was in 2010 de 65e editie voor de mannen en de 5e editie voor de vrouwen. Beide koersen werden op zaterdag 27 februari verreden en beide met start en finish in Gent.

## Mannen
De 65e editie werd op zaterdag 27 februari verreden, met start en aankomst in Gent over een parcours van 204 kilometer. In totaal wisten 147 renners de eindstreep te bereiken.
De Omloop werd gewonnen door de Spanjaard Juan Antonio Flecha, na een sterke solo, met een voorsprong van 18 seconden op een groep van 30 man.
Zoals bijna elk jaar was er ook dit jaar sprake van een vroege vlucht. Na tien kilometer reden vier renners weg: Frederik Veuchelen, Roy Curvers, Roger Kluge en Frédéric Guesdon. Ze kregen meer dan twaalf minuten van het peloton. Een tegenaanval van onder andere Johnny Hoogerland was tevergeefs. Toen de finale naderbij kwam slonk de voorsprong zienderogen. De kopgroep werd gedeeltelijk ingehaald en Tom Boonen demarreerde. Dat leidde uiteindelijk tot een groep van dertig renners. Later werden de overgebleven renners, Guesdon en Curvers, ingehaald. Tom Boonen kreeg een lekke band, daarmee was zijn kans op winst verkeken. Er waren nog maar vijf renners over, waaronder Philippe Gilbert (winnaar in 2006 en 2008) en Juan Antonio Flecha. Gilbert kwam met een tempoversnelling, maar Flecha kwam met een tegenaanval. Daarmee begon zijn zegetocht. Heinrich Haussler werd op 18 seconde tweede en Tyler Farrar derde.

## Hellingen
De volgende hellingen kwamen in 2010 voor op het parcours.
| - Leberg - Berendries - Valkenberg - Tenbosse | - Muur van Geraardsbergen - Pottelberg - Oude Kruisens - Taaienberg | - Eikenberg - Wolvenberg - Molenberg |

### Uitslag
| Uitslag Omloop Het Nieuwsblad 2010 |                      |                         |            |
| Plaats                             | Naam                 | Ploeg                   | Tijd       |
| Winnaar                            | Juan Antonio Flecha  | Team Sky                | 5 u 07'15" |
| 2                                  | Heinrich Haussler    | Cervélo                 | op 18 s    |
| 3                                  | Tyler Farrar         | Team Garmin-Transitions | z.t.       |
| 4                                  | Luca Paolini         | Acqua & Sapone          | z.t.       |
| 5                                  | Marcel Sieberg       | Team HTC Columbia       | z.t.       |
| 6                                  | Edvald Boasson Hagen | Team Sky                | z.t.       |
| 7                                  | Niko Eeckhout        | An Post-Sean Kelly      | z.t.       |
| 8                                  | Bernhard Eisel       | Team HTC Columbia       | z.t.       |
| 9                                  | Tom Veelers          | Skil-Shimano            | z.t.       |
| 10                                 | Filippo Pozzato      | Katjoesja               | z.t.       |

## Vrouwen
De 5e editie werd verreden op zaterdag 27 februari van Gent naar Gent over 125,7 kilometer. De finish werd door 74 rensters bereikt.

### Uitslag
| Rang | Renster                    | Ploeg                  | Tijd     |
| ---- | -------------------------- | ---------------------- | -------- |
| 1    | Emma Johansson             | Redsun Cycling Team    | 3u26'15" |
| 2    | Liesbet De Vocht           | Nederland bloeit       | z.t.     |
| 3    | Grace Verbeke              | Lotto Belisol Ladies   | z.t.     |
| 4    | Regina Bruins              | Cervélo TestTeam       | + 0'16   |
| 5    | Sarah Düster               | Cervélo TestTeam       | + 1'48   |
| 6    | Martine Bras               | Gauss Rdz Ormu-Colnago | + 2'45   |
| 7    | Mirjam Melchers-van Poppel | Cervélo TestTeam       | z.t.     |
| 8    | Loes Gunnewijk             | Nederland bloeit       | + 2'52   |
| 9    | Sophie Creux               | ESGL 93-GSD Gestion    | + 2'54   |
| 10   | Iris Slappendel            | Cervélo TestTeam       | z.t.     |

1945 · 1946 · 1947 · 1948 · 1949 · 1950 · 1951 · 1952 · 1953 · 1954 · 1955 · 1956 · 1957 · 1958 · 1959 · 1960 · 1961 · 1962 · 1963 · 1964 · 1965 · 1966 · 1967 · 1968 · 1969 · 1970 · 1971 · 1972 · 1973 · 1974 · 1975 · 1976 · 1977 · 1978 · 1979 · 1980 · 1981 · 1982 · 1983 · 1984 · 1985 · 1986 · 1987 · 1988 · 1989 · 1990 · 1991 · 1992 · 1993 · 1994 · 1995 · 1996 · 1997 · 1998 · 1999 · 2000 · 2001 · 2002 · 2003 · 2004 · 2005 · 2006 · 2007 · 2008 · 2009 · 2010 · 2011 · 2012 · 2013 · 2014 · 2015 · 2016 · 2017 · 2018 · 2019 · 2020 · 2021 · 2022 · 2023 · 2024 · 2025